# Oxychilus spectabilis
Oxychilus spectabilis is een slakkensoort uit de familie van de Oxychilidae. De wetenschappelijke naam van de soort is voor het eerst geldig gepubliceerd in 1885 door Milne-Edwards.